# Kamraterna
Kamraterna, eller Marodörer, är en pjäs av August Strindberg från 1886–1887.
År 2004 spelades pjäsen på Dramatens Lilla scen i regi av Hilda Hellwig, scenografi Jan Lundberg, kostym Ann-Margret Fyregård. Pjäsen innehåller bland annat en diskussion om "gift kvinnas äganderätt" som var ett viktigt tvisteämne inom det moderna genombrottets litteratur.